# Communauté de communes Essor du Rhin
Die Communauté de communes Essor du Rhin ist ein ehemaliger französischer Gemeindeverband mit der Rechtsform einer Communauté de communes im Département Haut-Rhin in der Region Grand Est. Sie wurde am 19. Dezember 2000 gegründet und umfasste sieben Gemeinden. Der Verwaltungssitz befand sich im Ort Fessenheim.

## Historische Entwicklung
Mit Wirkung vom 1. Januar 2017 fusionierte der Gemeindeverband mit der Communauté de communes du Pays de Brisach und bildete so die Nachfolgeorganisation Communauté de communes Pays Rhin-Brisach.

## Ehemalige Mitgliedsgemeinden
1. Blodelsheim
2. Fessenheim
3. Hirtzfelden
4. Munchhouse
5. Roggenhouse
6. Rumersheim-le-Haut
7. Rustenhart